# Pârâul Adânc, Turia
Pârâul Adânc este un curs de apă, afluent al râului Turia. 

## Hărți
- Harta munții Bodoc-Baraolt  Arhivat în 29 ianuarie 2014, la Wayback Machine.
- Harta județul Covasna